# Karate Kid 4
Karate Kid 4 (The Next Karate Kid) è un film del 1994 diretto da Christopher Cain.
La pellicola, quarto film del franchise di Karate Kid, è ambientata qualche anno dopo Karate Kid III - La sfida finale (1989). Il film ha come protagonisti Hilary Swank (alla sua prima apparizione cinematografica in un ruolo da protagonista), che interpreta Julie Pierce, e nuovamente Pat Morita (l'unico attore a ritornare per questo film), riprendendo il ruolo del maestro Miyagi dei primi tre film.

## Trama
Il film inizia inquadrando la giovane Julie Pierce ed evidenziando i problemi che ha a scuola, ovvero il pessimo rendimento e i continui fastidi da parte di ragazzi che fanno parte del gruppo dell'"Alpha Elite" e in particolare dal loro capo, Ned. Lei è orfana di entrambi i genitori, morti in un incidente stradale tre anni prima, e vive con la nonna Louisa, che non sa più che fare con lei; su consiglio del maestro Miyagi, decide di prendersi una vacanza in California, affidandogli la casa e la nipote. All'inizio Julie è molto ostile con Miyagi, il quale cerca di aiutarla a cercare un proprio equilibrio durante la loro prima brutta lite. Uscendo di casa, Julie sta per essere investita, ma con un salto di karate riesce a salvarsi. Notando il salto appena fatto, Miyagi crede che tramite il karate la protagonista riuscirà a trovare un suo equilibrio. La ragazza, intanto, conosce a scuola un ragazzo, Eric McGowen, con il quale, nel corso del film, instaura una storia d'amore; la ragazza chiede a Miyagi se può prendere lezioni di karate da lui, che accetta, chiedendo come compenso il recupero dei compiti arretrati e andare bene a scuola. Julie sembra avere dei miglioramenti e anche la sua storia comincia a decollare; una notte, come spesso accade, Julie va a scuola di nascosto per dar da mangiare a Angel, un falco che sta accudendo da tempo poiché ferito a un'ala, ma, mentre sta scendendo dal tetto, viene trovata dall'"Alpha Elite", i quali la inseguono invano, dato che Julie riesce a scappare e ad attivare l'allarme della scuola. Questo gesto, però, le costerà la sospensione dalle lezioni scolastiche per due settimane e Miyagi decide di portarla in un monastero dei suoi amici, dove le insegna il karate. Qui Julie ritrova se stessa e quando ritorna a casa è un'altra persona; insieme a Miyagi libera anche il suo falco, ma dovrà affrontare la sfida più grande: la sera del ballo, Eric viene attaccato dal gruppo dell'"Alpha Elite", ma Julie riesce a sconfiggerli, con l'aiuto di Miyagi, che batte il colonnello Dugan, l'allenatore dell'"Alpha Elite".

## Produzione
La pellicola è stata realizzata principalmente nel Massachusetts. Si possono ricordare:
- per la scuola di Julie venne scelta la cittadina di Brookline;
- la stazione di rifornimento a Groton;
- la casa di Julie al 59 Hyde Avenue di Newton;
- il circolo di bowling Boston Bowl al 820 Morrissey Boulevard di Dorchester.

Le scene iniziali vennero girate a Fort Myer, Virginia.

## Distribuzione

### Data di uscita
Il film uscì negli Stati Uniti il 12 agosto 1994, mentre in Italia arrivò il 9 settembre dello stesso anno.
Le altre date di uscita internazionali sono:
- Francia: 3 agosto 1994
- Spagna: 5 agosto 1994
- Argentina: 12 gennaio 1995
- Regno Unito: 3 gennaio 1999